# Vor dem Rostocker Tor
Die Straße  Vor dem Rostocker Tor  (auch: Rostocker Tor) ist eine Ausfallstraße und liegt außerhalb der einstigen Wallanlage der ehemaligen Bischofsresidenz und Universitätsstadt Bützow im Landkreis Rostock in Mecklenburg.

## Geografische Lage
Die Straße  Vor dem Rostocker Tor  ist in beide Richtung befahrbar, der Fahrbahnbelag besteht aus Asphalt.  Die Straße gestaltet sich je nach Abschnitt unterschiedlich.  Als Quergasse ist der Lohngerbergang und der Schutenstellergang  (ehem. Gänsewiesen)  an diese Straße angeschlossen. Sie verbindet  die Landesstraße L131 mit den Landesstraßen erster Ordnung L11 und L14.

## Geschichte

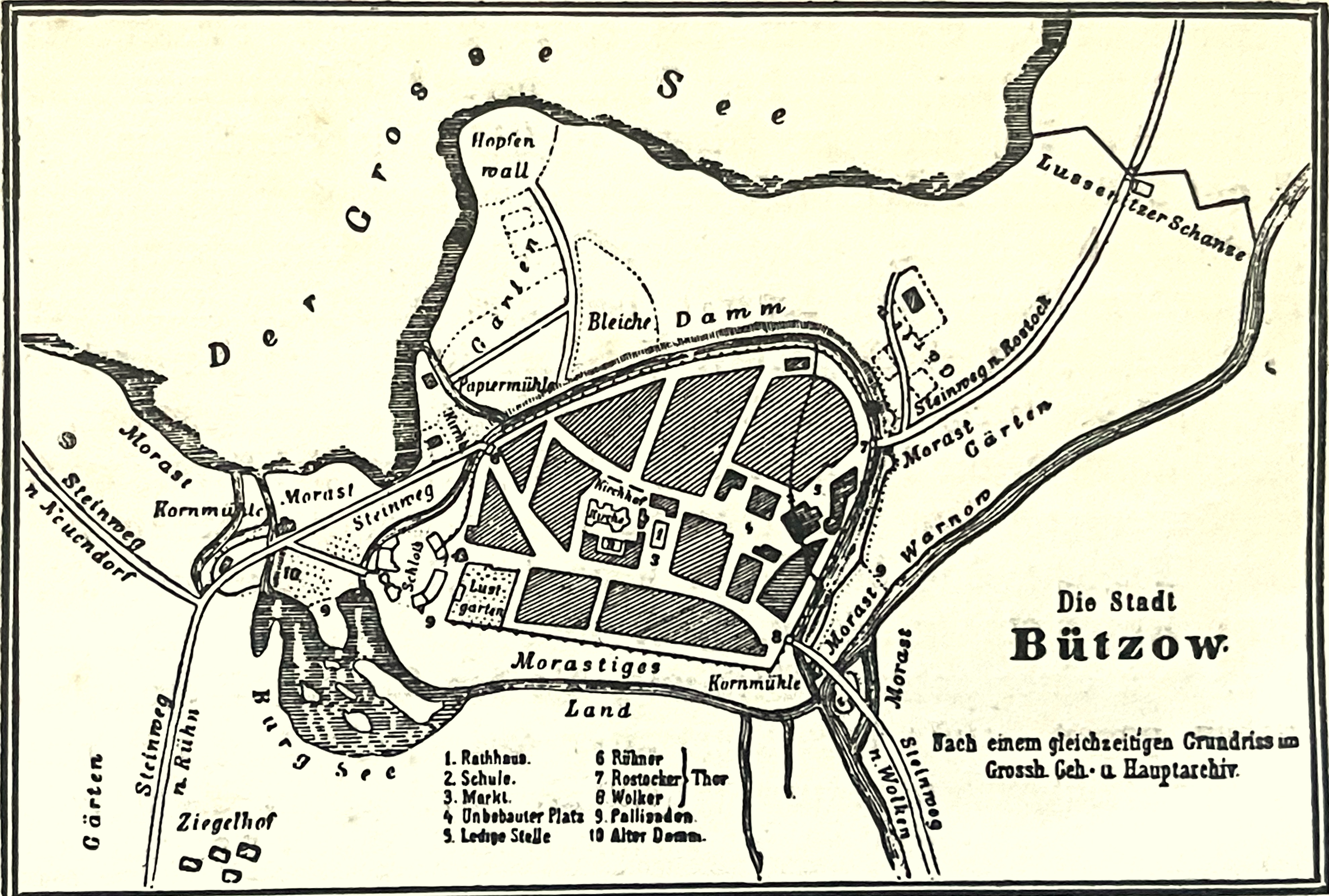
Grundriss Bützow 1688

1249 wurde die Stadt Bützow, mit einer Wallanlage befestigt. Die Befestigung bestand aus einer Stadtmauer und derer zunächst hölzerner, später steinernen Toren mit Schanzen (Haupt- und Stadtthor der Bischofsburg, Rühner Thor, Rostocker Thor, Wolker Thor, Ausfalltor), zudem formte sich im Laufe der Zeit eine Holzwegung, welche in- und außerhalb der Stadt verliefen. Der Damm hinter dem Rostocker Tor führte in die Bützower Feldmark, weiterführend zu dem Domanialgüter Horst und dem wichtigen Handelsweg in das Kuhtor und später in das Steintor der Hansestadt Rostock. Die Straße würden nach ihrer Lage und dem Stadttor benannt.
Eine Auswirkung des Stadtbrandes von 1716 war die Bebauung der Straße Vor dem Rostocker Tor. Sie ist die erste außerhalb der Stadtmauer errichtete Ansiedlung der Stadt Bützow. Hier siedelten sich vorrangig Ackerbürger an, weitere freie Flächen wurden als Nutzgärten urbar gemacht.

## Straßenname im Wandel der Zeit
Der erste Beleg in dem noch erhaltenen Archivmaterial wird die Straße im Hypothekenbuch der Stadt Bützow aus dem Jahre 1605 unter vorm Rostocker Thore. namentlich erwähnt und ist bis heute unverändert geblieben.

## Bebauung
An der Straße stehen zumeist zweigeschossige Wohnhäuser. Bis 1900 waren folgende Häuser gebaut und Hausnummern vergeben.
Die Denkmalplakette  kennzeichnet Baudenkmale der Straße Vor dem Rostocker Tor.
| Haus Nr. | Historische Haus- nummer bis 1908 |  | Bemerkungen                                                              | Geschichte                                                                  |
| -------- | --------------------------------- |  | ------------------------------------------------------------------------ | --------------------------------------------------------------------------- |
| 1        | 316                               |  | Haus existiert nicht mehr.                                               | ehemals: Postkondukteur a. D. Ch. Schuhmacher, später: Reformierte Gemeinde |
| 2        | 315                               |  |                                                                          | ehemals: Ackerbürger P. Roß, später: Ackerbürger H. Possehl                 |
| 3        | 316A                              |  |                                                                          | ehemals: Ackerbürger F. Bergmann, später: Ackerbürger P. Bergmann           |
| 4        | 442/3                             |  |                                                                          | ehemals: Kaufmann L. Klemm, später: Gärtnerei O. Dewerth                    |
| 5        | 316G                              |  |                                                                          | ehemals: Ackerbürger F. Hallier                                             |
| 6        | 317                               |  |                                                                          | ehemals: Ackerbürger H. Wendt, später: Ackerbürger C. Burmeister            |
| 7        | 316D                              |  |                                                                          | ehemals: Gärtnerei J. Fölsch, später: Ackerbürger J. Götz                   |
| 8        | 316B                              |  |                                                                          | ehemals:Gärtnerei C. Vitense, später: Gärtnerei W. Schernau                 |
| 8A       |                                   |  |                                                                          | ehemals: Maurermeister R. Voth                                              |
| 8B       |                                   |  |                                                                          | ehemals: Bauunternehmer H. Striggow                                         |
| 9        | 316C                              |  |                                                                          | ehemals: Ackerbürger J. Rüßbült, später: Ackerbürger J. Bollbuck            |
| 10       | 317F                              |  |                                                                          | ehemals: Arbeiter C. Kopplow                                                |
| 11       | 316F                              |  |                                                                          | ehemals: Händlerfrau L. Mau                                                 |
| 12       | 317E                              |  | 2.Bützower Gaswerk mit zwei Gasometern (1902 erbaut und 1972 abgerissen) | ehemals:Städtische Gasanstalt (Betriebsleiter P. Hünemörder)                |
| 13       | 316H                              |  |                                                                          | ehemals: Gärtnerei R. Folsch                                                |
| 14       | 317D                              |  |                                                                          | ehemals: Arbeiter Ch. Kröger                                                |
| 15       | 316K                              |  |                                                                          | ehemals: Gärtnerei H. Beyer, später: Gärtnerei W. Stubbe                    |
| 16       | 317G                              |  |                                                                          | ehemals: Musikdirektor H. Curland                                           |
| 17       |                                   |  |                                                                          | ehemals:Stadtkämmerei (Bollenstall)                                         |
| 18       | 317C                              |  |                                                                          | ehemals:Ackerbürger J. Bollbuck                                             |
| 19       | 316E                              |  |                                                                          | ehemals: Arbeiter F. Lemcke                                                 |
| 20       | 317A                              |  |                                                                          | ehemals: Arbeiter Ch. Krüger                                                |
| 21       | 317B                              |  |                                                                          | ehemals: Fuhrmann H. Both                                                   |
| 23       | 316J                              |  |                                                                          | ehemals: Arbeiter L. Kaiser                                                 |
| 25       | 6 / 6A                            |  | Ausflugslokal Kaffeekrug                                                 | ehemals:Gastwirt F. Schmidt, später: Gastwirtin W. Warning                  |
| 27       |                                   |  | Bockwindmühle (Ende der 1930er Jahre in Verfall geraten)                 | ehemals: Müllermeister Al. Reinwein, später: Müllermeister E. Lange         |
| 29       | 989                               |  |                                                                          | ehemals: Ackerbürger F. Lüß                                                 |